# 聖克萊爾教堂 (戈羅德基夫卡)
圣克拉拉大教堂是位於乌克兰日托米爾州別爾季切夫區霍羅德基夫卡的一座天主教會教堂。該建築融合了哥德復興式建築和现代二十世纪建筑的元素。1935年，教堂被挪作他用。钟楼的钟被移走，教堂入口处的天主之母雕像被推倒。